# Parijs-Roubaix 1982
De eendaagse wielerklassieker Parijs-Roubaix 1982 werd gereden onder droge omstandigheden. Nederlander Jan Raas won deze editie van de Hel van het Noorden, zestien seconden voor zijn naaste achtervolgers Yvon Bertin, Gregor Braun en Stefan Mutter. 

## Uitslag
| Parijs-Roubaix 1982 |                    |                    |          |
| Plaats              | Naam               | Ploeg              | Tijd     |
| Winnaar             | Jan Raas           | Raleigh-Campagnolo | 7u21'50" |
| 2                   | Yvon Bertin        | Coop-Mercier-Mavic | + 16"    |
| 3                   | Gregor Braun       | Capri-Sonne        | z.t.     |
| 4                   | Stefan Mutter      | Puch               | z.t.     |
| 5                   | Eddy Planckaert    | Splendor-Wickes    | + 37"    |
| 6                   | Roger De Vlaeminck | DAF Trucks         | z.t.     |
| 7                   | Marc Sergeant      | Boule d'Or         | z.t.     |
| 8                   | Ludo Peeters       | Raleigh-Campagnolo | z.t.     |
| 9                   | Bernard Hinault    | Renault-Gitane     | z.t.     |
| 10                  | Francesco Moser    | Famcucine          | + 1' 37" |

1896 · 
1897 · 
1898 · 
1899 · 
1900 · 
1901 · 
1902 · 
1903 · 
1904 · 
1905 · 
1906 · 
1907 · 
1908 · 
1909 · 
1910 · 
1911 · 
1912 · 
1913 · 
1914 · 
1915 · 
1916 · 
1917 · 
1918 · 
1919 · 
1920 · 
1921 · 
1922 · 
1923 · 
1924 · 
1925 · 
1926 · 
1927 · 
1928 · 
1929 · 
1930 · 
1931 · 
1932 · 
1933 · 
1934 · 
1935 · 
1936 · 
1937 · 
1938 · 
1939 · 
1940 · 
1941 · 
1942 · 
1943 · 
1944 · 
1945 · 
1946 · 
1947 · 
1948 · 
1949 · 
1950 · 
1951 · 
1952 · 
1953 · 
1954 · 
1955 · 
1956 · 
1957 · 
1958 · 
1959 · 
1960 · 
1961 · 
1962 · 
1963 · 
1964 · 
1965 · 
1966 · 
1967 · 
1968 · 
1969 · 
1970 · 
1971 · 
1972 · 
1973 · 
1974 · 
1975 · 
1976 · 
1977 · 
1978 · 
1979 · 
1980 · 
1981 · 
1982 · 
1983 · 
1984 · 
1985 · 
1986 · 
1987 · 
1988 · 
1989 · 
1990 · 
1991 · 
1992 · 
1993 · 
1994 · 
1995 · 
1996 · 
1997 · 
1998 · 
1999 · 
2000 · 
2001 · 
2002 · 
2003 · 
2004 · 
2005 · 
2006 · 
2007 · 
2008 · 
2009 · 
2010 · 
2011 ·
2012 · 
2013 ·
2014 ·
2015 ·
2016 ·
2017 ·
2018 ·
2019 ·
2020 · 
2021 · 
2022 · 
2023 · 
2024 · 
2025